# Авідність
Ав́ідність (авідите́т, фр. avidite; лат. aviditas пожадливість, пристрасть) — здатність антитіл міцно зв'язуватися з антигеном. Авідність залежить як від афінності, так і від кількості активних центрів на одну молекулу антитіла.
Авідність залежить від гетерогенності антитіл в імунній сироватці, специфічних до певної антигенної детермінанти, а також гетерогенності самих детермінант. На міцність зв'язку також впливає полівалентність більшості антигенів, що призводить до «підсилювального ефекту»: міцність зв'язку між двома молекулами антигену через молекули антитіл завжди в багато разів вища, ніж міцність арифметичної суми зв'язків антигенів через кожне антитіло.
Визначення рівня авідності дозволяє визначати стадію інфікування: низька авідність характерна для свіжого інфікування, а у латентній фазі інфекції — висока авідність.